# Farmacia de guardia
 (octobre 2017).
Si vous disposez d'ouvrages ou d'articles de référence ou si vous connaissez des sites web de qualité traitant du thème abordé ici, merci de compléter l'article en donnant les références utiles à sa vérifiabilité et en les liant à la section « Notes et références ».
Farmacia de guardia est une série télévisée espagnole en 169 épisodes de 25 minutes réalisée par Antonio Mercero et diffusée entre le 19 septembre 1991 et le 28 décembre 1995 sur Antena 3.
Cette série est inédite dans tous les pays francophones.

## Synopsis
Les personnages sont deux pharmaciens divorcés et leurs clients fantaisistes.
C'est la série espagnole la plus vue de l'histoire (le dernier épisode fut suivi par 11 527 000 spectateurs).

## Distribution
- En 1992, l'actrice catalane Mary Santpere est pressentie pour jouer le rôle de la grand-mère[1] dans la série, mais décède durant le vol depuis Barcelone qui devait l'amener à signer le contrat à Madrid[2].